# قائمة التشكيلات الوزارية لحكومة الكويت
هذه مقالة مختصة بالتشكيلات الوزارية لحكومة الكويت منذ 1962 ولغاية أخر تشكيل حكومي في 17 ديسمبر 2021.

## التشكيلات الوزارية من 1962 إلى 1967

### 1- حكومة 1962
- رئيس الوزراء: عبد الله السالم الصباح
- وزير المالية والاقتصاد: جابر الأحمد الصباح
- وزير الكهرباء والماء: جابر العلي السالم الصباح
- وزير العدل: حمود الزيد الخالد
- وزير الجمارك والموانئ: خالد العبد الله السالم الصباح
- وزير الأشغال العامة: سالم العلي السالم الصباح
- وزير الداخلية: سعد العبد الله السالم الصباح
- وزير الإرشاد والأنباء: صباح الأحمد الجابر الصباح
- وزير الخارجية: صباح السالم الصباح
- وزير الصحة: عبد العزيز حمد الصقر (استقالة) / محمد يوسف النصف
- وزير التربية والتعليم: عبد الله الجابر الصباح
- وزير الأوقاف: مبارك الحمد الصباح
- وزير البريد والبرق والهاتف: مبارك عبد الله الأحمد الصباح
- وزير الدفاع: محمد الأحمد الجابر الصباح

### 2- حكومة 1963
- رئيس الوزراء: صباح السالم الصباح
- وزير المالية والصناعة: جابر الأحمد الصباح
- وزير الكهرباء والماء: جابر العلي السالم الصباح
- وزير العدل: حمود الزيد الخالد
- وزير البريد والبرق والهاتف: خالد العبد الله السالم الصباح
- وزير التجارة: خليفة خالد الغنيم
- وزير الأشغال العامة: سالم العلي السالم الصباح
- وزير الداخلية: سعد العبد الله السالم الصباح
- وزير الخارجية: صباح الأحمد الجابر الصباح
- وزير الدولة لشؤون مجلس الوزراء: عبد العزيز حسين
- وزير التربية والتعليم: عبد الله الجابر الصباح
- وزير الشؤون الاجتماعية والعمل: عبد الله مشاري الروضان
- وزير الصحة العامة: عبد اللطيف ثنيان الغانم
- وزير الأوقاف: مبارك الحمد الصباح
- وزير الإرشاد والأنباء: مبارك عبد الله الأحمد الصباح
- وزير الدفاع: محمد الأحمد الجابر الصباح

### 3- حكومة 1964
- رئيس الوزراء: صباح السالم الصباح
- وزير المالية والصناعة: جابر الأحمد الجابر الصباح
- وزير الإرشاد والأنباء: جابر العلي السالم الصباح
- وزير الصحة العامة: حمود يوسف النصف
- وزير التجارة: خليفة خالد الغنيم
- وزير الأوقاف: خالد أحمد الجسار
- وزير التربية والتعليم: خالد مسعود الفهيد
- وزير الداخلية ووزير الدفاع: سعد العبد الله السالم الصباح
- وزير الخارجية: صباح الأحمد الجابر الصباح
- وزير الشؤون الاجتماعية والعمل: عبد الله مشاري الروضان
- وزير الأشغال العامة: عبد اللطيف ثنيان الغانم
- وزير الدولة لشؤون مجلس الوزراء: عبد العزيز حسين
- وزير الكهرباء والماء: عبد العزيز محمد الشايع
- وزير العدل: محمد أحمد الغانم
- وزير البريد والبرق والهاتف: يوسف السيد هاشم الرفاعي

### 4- حكومة 1965/1
- رئيس الوزراء: صباح السالم الصباح
- وزير المالية والصناعة ووزير التجارة: جابر الأحمد الصباح
- وزير الإرشاد والأنباء: جابر العلي السالم الصباح
- وزير العدل: خالد أحمد الجسار
- وزير التربية والتعليم: خالد مسعود الفهيد
- وزير الأشغال العامة: خالد عيسى الصالح
- وزير الداخلية ووزير الدفاع: سعد العبد الله السالم الصباح
- وزير الخارجية: صباح الأحمد الجابر الصباح
- وزير البريد والبرق والهاتف: صالح عبد الملك الصالح
- وزير الشؤون الاجتماعية والعمل: عبد العزيز الصرعاوي
- وزير الأوقاف: عبد الله مشاري الروضان
- وزير الصحة العامة: عبد العزيز إبراهيم الفليج
- وزير الدولة لشؤون مجلس الوزراء: يوسف الرفاعي

### 5- حكومة 1965/2
- رئيس الوزراء: جابر الأحمد الصباح
- وزير الإرشاد والأنباء: جابر العلي السالم الصباح
- وزير العدل: خالد أحمد الجسار
- وزير التربية والتعليم: خالد مسعود الفهيد
- وزير الأشغال العامة: خالد العيسى الصالح
- وزير الداخلية ووزير الدفاع: سعد العبد الله السالم الصباح
- وزير الخارجية ووزيرالمالية والنفط بالوكالة: صباح الأحمد الجابر الصباح
- وزير البريد والبرق والهاتف: صالح عبد الملك الصالح
- وزير الشؤون الاجتماعية والعمل: عبد العزيز عبد الله الصرعاوي
- وزير التجارة والصناعة: عبد الله الجابر الصباح
- وزير الأوقاف والشؤون الإسلامية: عبد الله مشاري الروضان
- وزير الكهرباء والماء: عبد الله أحمد السميط
- وزير الصحة العامة: عبد العزيز إبراهيم الفليج
- وزير الدولة لشؤون مجلس الوزراء: يوسف الرفاعي

### 6- حكومة 1967
- رئيس الوزراء: جابر الأحمد الصباح
- وزير الإرشاد والأنباء: جابر العلي السالم الصباح
- وزير العدل: خالد أحمد الجسار
- وزير الشؤون الاجتماعية والعمل: خالد أحمد جاسم المضف
- وزير الداخلية ووزير الدفاع: سعد العبد الله السالم الصباح
- وزير الخارجية: صباح الأحمد الجابر الصباح
- وزير البريد والبرق والهاتف: صالح عبد الملك الصالح
- وزير التجارة والصناعة: عبد الله الجابر الصباح
- وزير الأوقاف والشؤون الإسلامية: عبد الله مشاري الروضان
- وزير الكهرباء والماء: عبد الله أحمد السميط
- وزير المالية ووزير النفط: عبد الرحمن العتيقي
- وزير الصحة العامة: عبد العزيز الفليج
- وزير الدولة لشؤون مجلس الوزراء: يوسف الرفاعي

## التشكيلات الوزارية من 1971 إلى 1978
[[]][[]]=== 7- حكومة 1971 ===
- رئيس الوزراء: جابر الأحمد الصباح
- وزير التربية: جاسم المرزوق
- وزير الشؤون الاجتماعية والعمل : حمد مبارك العيار
- وزير الأشغال العامة: حمود يوسف النصف
- وزير التجارة والصناعة: خالد سليمان العدساني
- وزير الأوقاف والشؤون الإسلامية: راشد عبد الله الفرحان
- وزير الداخلية ووزير الدفاع: سعد العبد الله السالم الصباح
- وزير الخارجية: صباح الأحمد الجابر الصباح
- وزير المالية ووزير النفط: عبد الرحمن العتيقي
- وزير الصحة العامة: عبد الرزاق العدواني
- وزير الدولة لشؤون مجلس الوزراء: عبد العزيز حسين
- وزير البريد والبرق والهاتف: عبد العزيز الصرعاوي
- وزير الكهرباء والماء: عبد الله يوسف أحمد الغانم
- وزير العدل: محمد عبد اللطيف الحمد

### 8- حكومة 1975
- رئيس الوزراء: جابر الأحمد الصباح
- نائب رئيس مجلس الوزراء ووزير الإعلام: جابر العلي السالم الصباح
- وزير التربية: جاسم المرزوق
- وزير الإسكان: حمد مبارك العيار
- وزير الأشغال العامة: حمود يوسف النصف
- وزير الشؤون الاجتماعية والعمل: سالم صباح السالم الصباح
- وزير الداخلية ووزير الدفاع: سعد العبد الله السالم الصباح
- وزير المواصلات: سليمان حمود الزيد الخالد
- وزير الخارجية: صباح الأحمد الجابر الصباح
- وزير المالية: عبد الرحمن سالم العتيقي
- وزير الصحة العامة: د.عبد الرحمن العوضي
- وزير الدولة لشؤون مجلس الوزراء: عبد العزيز حسين
- وزير العدل ووزير الأوقاف والشؤون الإسلامية: عبد الله إبراهيم المفرج
- وزير الكهرباء والماء: عبد الله يوسف أحمد الغانم
- وزير النفط: عبد المطلب الكاظمي
- وزير التجارة والصناعة: عبد الوهاب يوسف النفيسي

### 9- حكومة 1976
- رئيس الوزراء: جابر الأحمد الصباح
- نائب رئيس مجلس الوزراء ووزير الإعلام: جابر العلي السالم الصباح
- وزير الإسكان: حمد مبارك العيار
- وزير الأشغال العامة: حمود يوسف النصف
- وزير الشؤون الاجتماعية والعمل: سالم صباح السالم الصباح
- وزير الداخلية ووزير الدفاع: سعد العبد الله السالم الصباح
- وزير الدولة للشؤون القانونية والإدارية: سلمان الدعيج الصباح
- وزير المواصلات: سليمان حمود الزيد الخالد
- وزير الخارجية: صباح الأحمد الجابر الصباح
- وزير المالية: عبد الرحمن سالم العتيقي
- وزير الصحة العامة: د.عبد الرحمن العوضي
- وزير الدولة لشؤون مجلس الوزراء: عبد العزيز حسين
- وزير العدل: عبد الله إبراهيم المفرج
- وزير الكهرباء والماء: عبد الله يوسف أحمد الغانم
- وزير النفط: عبد المطلب الكاظمي
- وزير التجارة والصناعة: عبد الوهاب يوسف النفيسي
- وزير التخطيط: محمد يوسف العدساني
- وزير الأوقاف والشؤون الإسلامية: يوسف جاسم الحجي

### 10- حكومة 1978
- رئيس الوزراء: سعد العبد الله السالم الصباح
- نائب رئيس مجلس الوزراء ووزير الإعلام: جابر العلي السالم الصباح
- نائب رئيس مجلس الوزراء ووزير الخارجية: صباح الأحمد الجابر الصباح
- وزير التربية: جاسم المرزوق
- وزير الإسكان: حمد مبارك العيار (استقالة) / حمد عيسى الرجيب
- وزير الأشغال العامة: حمود يوسف النصف
- وزير التخطيط: سالم جاسم إبراهيم المضف
- وزير الدفاع: سالم صباح السالم الصباح
- وزير الدولة للشؤون القانونية والإدارية: سلمان الدعيج الصباح
- وزير المواصلات: سليمان حمود الزيد الخالد
- وزير المالية: عبد الرحمن سالم العتيقي
- وزير الصحة العامة: د.عبد الرحمن العوضي
- وزير الدولة لشؤون مجلس الوزراء: عبد العزيز حسين
- وزير الشؤون الاجتماعية والعمل: عبد العزيز محمود
- وزير العدل: عبد الله إبراهيم المفرج
- وزير الكهرباء والماء: عبد الله يوسف أحمد الغانم (استقالة) / خلف أحمد الخلف
- وزير التجارة والصناعة: عبد الوهاب يوسف النفيسي
- وزير النفط: علي الخليفة العذبي الصباح
- وزير التخطيط: محمد يوسف العدساني
- وزير الداخلية: نواف الأحمد الجابر الصباح
- وزير الأوقاف والشؤون الإسلامية: يوسف جاسم الحجي

## التشكيلات الوزارية من 1981 إلى 1986

### 11- حكومة 1981
- رئيس الوزراء: سعد العبد الله السالم الصباح
- نائب رئيس مجلس الوزراء ووزير الخارجية ووزير الإعلام بالوكالة: صباح الأحمد الجابر الصباح
- وزير الأوقاف والشؤون الإسلامية: أحمد سعد الجاسر
- وزير التجارة والصناعة: جاسم المرزوق
- وزير الشؤون الاجتماعية والعمل ووزير الإسكان: حمد عيسى الرجيب
- وزير الكهرباء والماء: خلف أحمد الخلف
- وزير الدفاع: سالم صباح السالم الصباح
- وزير العدل والشؤون الإدارية والقانونية: سلمان الدعيج الصباح
- وزير الصحة العامة: عبد الرحمن العوضي
- وزير الدولة لشؤون مجلس الوزراء: عبد العزيز حسين
- وزير الأشغال العامة: عبد الله الدخيل الرشيد
- وزير المالية ووزير التخطيط: عبد اللطيف يوسف الحمد
- وزير النفط: علي الخليفة العذبي الصباح
- وزير المواصلات: عيسى محمد إبراهيم المزيدي
- وزير الداخلية: نواف الأحمد الجابر الصباح
- وزير التربية: يعقوب يوسف الغنيم

### 12- حكومة 1985
- رئيس الوزراء: سعد العبد الله السالم الصباح
- نائب رئيس مجلس الوزراء ووزير الخارجية: صباح الأحمد الجابر الصباح
- وزير المالية والاقتصاد: جاسم محمد الخرافي
- وزير التربية: حسن علي الإبراهيم
- وزير الأوقاف والشؤون الإسلامية: خالد أحمد الجسار
- وزير الدولة لشؤون مجلس الوزراء: راشد عبد العزيز الراشد
- وزير الدفاع: سالم صباح السالم الصباح
- وزير العدل والشؤون الإدارية والقانونية: سلمان الدعيج الصباح (استقالة) / سعود محمد العصيمي
- وزير الأشغال العامة ووزير الإسكان: عبد الرحمن إبراهيم الحوطي
- وزير الصحة ووزير التخطيط:د.عبد الرحمن العوضي
- وزير النفط والصناعة: علي الخليفة العذبي الصباح
- وزير المواصلات: عيسى محمد إبراهيم المزيدي
- وزير الكهرباء والماء: محمد السيد عبد المحسن الرفاعي
- وزير الإعلام: ناصر المحمد الأحمد الصباح
- وزير الداخلية: نواف الأحمد الجابر الصباح
- وزير الشؤون الاجتماعية والعمل: يوسف محمد النصف

### 13- حكومة 1986
- رئيس الوزراء: سعد العبد الله السالم الصباح
- نائب رئيس مجلس الوزراء ووزير الخارجية: صباح الأحمد الجابر الصباح
- وزير التربية: أنور النوري
- وزير الشؤون الاجتماعية والعمل: جابر المبارك الصباح
- وزير المالية: جاسم محمد الخرافي
- وزير الأوقاف والشؤون الإسلامية: خالد أحمد الجسار
- وزير المواصلات: خالد سالم الجميعان
- وزير الدولة لشؤون مجلس الوزراء: راشد عبد العزيز الراشد
- وزير الدفاع: سالم صباح السالم الصباح
- وزير الدولة للشؤون الخارجية: سعود محمد العصيمي
- وزير العدل والشؤون القانونية: ضاري العثمان
- وزير الأشغال العامة: عبد الرحمن إبراهيم الحوطي
- وزير الدولة لشؤون البلدية: عبد الرحمن خالد الغنيم
- وزير الصحة: د.عبد الرحمن العوضي
- وزير النفط والصناعة: علي الخليفة العذبي الصباح
- وزير الدولة لشؤون الخدمات: عيسى محمد إبراهيم المزيدي
- وزير التجارة والصناعة: فيصل عبد الرزاق الخالد
- وزير التخطيط: محمد سليمان سيد علي
- وزير الكهرباء والماء: محمد السيد عبد المحسن الرفاعي
- وزير الدولة لشؤون الإسكان: ناصر عبد الله الروضان
- وزير الإعلام: ناصر المحمد الأحمد الصباح
- وزير الداخلية: نواف الأحمد الجابر الصباح

### 14- حكومة يناير 1988 (تعديل وزاري)
- رئيس الوزراء: سعد العبد الله السالم الصباح
- نائب رئيس مجلس الوزراء ووزير الخارجية: صباح الأحمد الجابر الصباح
- وزير التربية: أنور النوري
- وزير الشؤون الاجتماعية والعمل: ناصر المحمد الأحمد الصباح
- وزير المالية: جاسم محمد الخرافي
- وزير الأوقاف والشؤون الإسلامية: خالد أحمد الجسار
- وزير المواصلات: عبد الله عبد المحسن الشرهان
- وزير الدولة لشؤون مجلس الوزراء: راشد عبد العزيز الراشد
- وزير الدفاع: نواف الأحمد الجابر الصباح
- وزير الدولة للشؤون الخارجية: سعود محمد العصيمي
- وزير العدل والشؤون القانونية: ضاري العثمان
- وزير الأشغال العامة: عبد الرحمن إبراهيم الحوطي
- وزير الدولة لشؤون البلدية: محمد عبد المحسن الرفاعي
- وزير الصحة: د.عبد الرزاق العبد الرزاق
- وزير النفط والصناعة: علي الخليفة العذبي الصباح
- وزير الدولة لشؤون الخدمات: عيسى محمد إبراهيم المزيدي
- وزير التجارة والصناعة: فيصل عبد الرزاق الخالد
- وزير التخطيط: عبدالرحمن العوضي
- وزير الكهرباء والماء: حمود عبدالله الرقبة
- وزير الدولة لشؤون الإسكان: ناصر عبد الله الروضان
- وزير الإعلام: جابر المبارك الصباح
- وزير الداخلية: سالم صباح السالم الصباح

## التشكيلات الوزارية من 1990 إلى 1999

### 15- حكومة 1990
- رئيس الوزراء: سعد العبد الله السالم الصباح
- نائب رئيس مجلس الوزراء ووزير الخارجية: صباح الأحمد الجابر الصباح
- وزير الدولة لشؤون المجلس الوطني: بدر اليعقوب
- وزير الشؤون الاجتماعية والعمل: جابر العبد الله الجابر الصباح
- وزير الإعلام: جابر مبارك الحمد الصباح
- وزير الأشغال العامة: جاسم محمد الموسى
- وزير المواصلات: حبيب جوهر حيات
- وزير الكهرباء والماء: حمود الرقبة
- وزير النفط: رشيد سالم العميري
- وزير الداخلية: سالم صباح السالم الصباح
- وزير التخطيط: سليمان عبد الرزاق المطوع
- وزير العدل والشؤون القانونية: ضاري العثمان
- وزير الدولة لشؤون مجلس الوزراء: د.عبد الرحمن العوضي
- وزير التربية: عبد الله يوسف الغنيم
- وزير الصحة: عبد الوهاب الفوزان
- وزير المالية: علي الخليفة العذبي الصباح
- وزير التعليم العالي: علي عبد الله الشملان
- وزير الدولة لشؤون البلدية: فهد عبد الله الحساوي
- وزير الأوقاف والشؤون الإسلامية: محمد ناصر الحمضان
- وزيرالتجارة والصناعة: ناصر الروضان
- وزير الدولة للشؤون الخارجية: ناصر المحمد الأحمد الصباح
- وزير الدفاع: نواف الأحمد الجابر الصباح
- وزير الدولة لشؤون الإسكان: يحيى فهد السميط

### 16- حكومة 1991
- رئيس الوزراء: سعد العبد الله السالم الصباح
- نائب رئيس مجلس الوزراء ووزير الخارجية: سالم صباح السالم الصباح
- وزير الدولة لشؤون البلدية: إبراهيم الشاهين
- وزير الداخلية: أحمد الحمود الجابر الصباح
- وزير التخطيط: أحمد علي الجسار
- وزير الكهرباء والماء: أحمد العدساني
- وزير الإعلام: بدر اليعقوب
- وزير المواصلات: حبيب جوهر حيات
- وزير النفط: حمود عبد الله الرقبة
- وزير التربية: سليمان البدر
- وزير الدولة لشؤون مجلس الوزراء: ضاري العثمان
- وزير التجارة والصناعة: عبد الله الجار الله
- وزير الأشغال العامة: عبد الله يوسف القطامي
- وزير الصحة العامة: عبد الوهاب الفوزان
- وزير الدفاع: علي صباح السالم الصباح
- وزير التعليم العالي: علي عبد الله الشملان
- وزير العدل والشؤون القانونية: غازي عبيد السمار
- وزير الأوقاف والشؤون الإسلامية: محمد صقر المعوشرجي
- وزير الدولة لشؤون الإسكان: محمد عبد المحسن العصفور
- وزير المالية: ناصر عبد الله الروضان
- وزير الشؤون الاجتماعية والعمل: نواف الأحمد الجابر الصباح

### 17- حكومة 1992
- رئيس الوزراء: سعد العبد الله السالم الصباح
- نائب أول لرئيس مجلس الوزراء ووزير الخارجية: صباح الأحمد الجابر الصباح
- نائب ثانٍ لرئيس مجلس الوزرارء * وزير الدولة لشؤون مجلس الوزراء: ضاري العثمان
- وزير الداخلية: أحمد الحمود الجابر الصباح
- وزير التربية ووزير التعليم العالي: أحمد عبد الله الربعي
- وزير الكهرباء والماء ووزير الأشغال العامة: أحمد العدساني
- وزير الشؤون الاجتماعية والعمل: جاسم محمد العون
- وزير الأوقاف والشؤون الإسلامية: جمعان فالح العازمي
- وزير المواصلات ووزير الدولة لشؤون الإسكان: حبيب جوهر حيات
- وزير الإعلام: سعود الناصر الصباح
- وزير التجارة والصناعة: عبد الله راشد الهاجري
- وزير الصحة: عبد الوهاب الفوزان
- وزير النفط: علي أحمد البغلي
- وزير الدفاع: علي صباح السالم الصباح
- وزير العدل والشؤون الإدارية: مشاري جاسم العنجري
- وزير المالية ووزير التخطيط: ناصر الروضان

### 18- حكومة 1996
- رئيس الوزراء: سعد العبد الله السالم الصباح
- نائب أول لرئيس مجلس الوزراء ووزير الخارجية: صباح الأحمد الجابر الصباح
- نائب رئيس مجلس الوزراء ووزير الدفاع: سالم صباح السالم الصباح
- وزير المالية: ناصر عبد الله الروضان
- وزير الشؤون الاجتماعية والعمل: أحمد خالد الكليب
- وزير الصحة: أنور النوري (استقالة) / عادل الصبيح
- وزير التجارة والصناعة: جاسم عبد الله المضف
- وزير الكهرباء والماء ووزير المواصلات: جاسم العون
- وزير الإعلام: سعود الناصر الصباح
- وزير الدولة لشؤون مجلس الوزراء: عبد العزيز دخيل الدخيل
- وزير الأشغال العامة ووزير الدولة لشؤون الإسكان: عبد الله راشد الهاجري
- وزير التربية ووزير التعليم العالي: عبد الله يوسف الغنيم
- وزير التخطيط ووزير الدولة لشؤون التنمية الإدارية: علي الزميع
- وزير النفط: عيسى محمد المزيدي
- وزير الداخلية: محمد الخالد الحمد الصباح
- وزير العدل ووزير الأوقاف والشؤون الأسلامية: محمد ضيف الله شرار

### 19- حكومة 1998
- رئيس الوزراء: سعد العبد الله السالم الصباح
- نائب أول لرئيس مجلس الوزراء ووزير الخارجية: صباح الأحمد الجابر الصباح
- نائب رئيس مجلس الوزراء ووزير الدفاع: سالم صباح السالم الصباح
- نائب رئيس مجلس الوزراء ووزير الدولة لشؤون مجلس الوزراء: ناصر عبد الله الروضان (استقالة) / عبد العزيز دخيل الدخيل
- وزير العدل ووزير الأوقاف والشؤون الأسلامية: أحمد خالد الكليب
- وزير الشؤون الاجتماعية والعمل ووزير الدولة لشؤون الإسكان: جاسم العون
- وزير الكهرباء والماء ووزير الأشغال العامة: حمود الرقبة
- وزير النفط: سعود الناصر الصباح
- وزير الصحة: عادل الصبيح
- وزير التجارة والصناعة: عبد العزيز الدخيل (تعديل وزاري) / هشام سليمان العتيبي
- وزير التربية ووزير التعليم العالي: عبد العزيز الغانم
- وزير المالية ووزير المواصلات: علي سالم العلي الصباح
- وزير التخطيط ووزير الدولة لشؤون التنمية الإدارية: علي الموسى
- وزير الداخلية: محمد الخالد الحمد الصباح
- وزير الدولة لشؤون مجلس الأمة: محمد ضيف الله شرار
- وزير الإعلام: يوسف السميط

### 20- حكومة 1999
- رئيس الوزراء: سعد العبد الله السالم الصباح
- نائب أول لرئيس مجلس الوزراء ووزير الخارجية: صباح الأحمد الجابر الصباح
- نائب رئيس مجلس الوزراء ووزير الدفاع: سالم صباح السالم الصباح
- نائب رئيس مجلس الوزراء ووزير الدولة لشؤون مجلس الوزراء ووزير الدولة لشؤون مجلس الأمة: محمد ضيف الله شرار
- وزير المالية ووزير المواصلات: أحمد العبد الله الأحمد الصباح
- وزير العدل: سعد الهاشل
- وزير الإعلام: سعد بن طفلة العجمي
- وزير النفط: سعود الناصر الصباح
- وزير دولة للشؤون الخارجية: سليمان الشاهين
- وزير الكهرباء والماء ووزير الدولة لشؤون الإسكان ووزير الأوقاف والشؤون الأسلامية: عادل الصبيح
- وزير التجارة والصناعة ووزير الشؤون الاجتماعية والعمل: عبد الوهاب الوزان
- وزير الأشغال العامة: عيد هذال سعود الرشيدي
- وزير التخطيط ووزير الدولة لشؤون التنمية الإدارية: محمد الدويهيس
- وزير الصحة: محمد أحمد الجار الله
- وزير الداخلية: محمد الخالد الحمد الصباح
- وزير التربية ووزير التعليم العالي: يوسف حمد الإبراهيم

## التشكيلات الوزارية من 2001 إلى 2009

### 21- حكومة 2001
- رئيس الوزراء: سعد العبد الله السالم الصباح
- نائب أول لرئيس مجلس الوزراء ووزير الخارجية: صباح الأحمد الجابر الصباح
- نائب رئيس مجلس الوزراء ووزير الدفاع: جابر المبارك الصباح
- نائب رئيس مجلس الوزراء ووزير الداخلية: محمد الخالد الحمد الصباح
- نائب رئيس مجلس الوزراء ووزير الدولة لشؤون مجلس الوزراء ووزير الدولة لشؤون مجلس الأمة: محمد ضيف الله شرار
- وزير المواصلات: أحمد عبد الله الأحمد الصباح
- وزير الإعلام: أحمد فهد الأحمد الصباح
- وزير العدل ووزير الأوقاف والشؤون الإسلامية: أحمد باقر
- وزير التجارة والصناعة: صلاح خورشيد
- وزير الكهرباء والماء ووزير الشؤون الاجتماعية والعمل: طلال مبارك العيار
- وزير النفط: عادل الصبيح
- وزير الأشغال العامة ووزير الدولة لشؤون الإسكان: فهد دهيسان زبن الميع
- وزير الصحة: محمد أحمد الجار الله
- وزير الدولة للشؤون الخارجية: محمد صباح السالم الصباح
- وزير التربية ووزير التعليم العالي: مساعد الهارون
- وزير المالية ووزير التخطيط ووزير الدولة لشؤون التنمية الإدارية: يوسف حمد الإبراهيم

### 22- حكومة 2003
- رئيس الوزراء: صباح الأحمد الجابر الصباح
- نائب رئيس مجلس الوزراء ووزير الداخلية: نواف الأحمد الجابر الصباح
- نائب رئيس مجلس الوزراء ووزير الدفاع: جابر المبارك الصباح
- نائب رئيس مجلس الوزراء ووزير الدولة لشؤون مجلس الوزراء ووزير الدولة لشؤون مجلس الأمة: محمد ضيف الله شرار
- وزير المواصلات ووزير التخطيط ووزير الدولة لشؤون التنمية الإدارية: أحمد عبد الله الأحمد الصباح (تغيير وزاري وإسناد حقيبة وزارة التخطيط ووزارة الدولة لشؤون التنمية الإدارية للوزيرة معصومة صالح المبارك وإسناد وزارة الصحة للشيخ أحمد العبد الله الأحمد الصباح
- وزير الطاقة: أحمد فهد الأحمد الصباح
- وزير العدل ووزير الدولة لشؤون البلدية: أحمد باقر
- وزير الخارجية: محمد صباح السالم الصباح
- وزير الصحة: محمد أحمد الجار الله (استقالة) / أحمد عبد الله الأحمد الصباح
- وزير الأشغال العامة ووزير الدولة لشؤون الإسكان: بدر الحميدي
- وزير التربية ووزير التعليم العالي: رشيد الحمد
- وزير التجارة والصناعة: عبد الله الطويل
- وزير الأوقاف والشؤون الإسلامية: عبد الله معتوق المعتوق
- وزير الشؤون الاجتماعية والعمل: فيصل محمد الحجي بوخضور
- وزير المالية: محمود عبد الخالق النوري (استقالة) / بدر الحميضي
- وزير الإعلام: محمد عبد الله أبو الحسن (استقالة) / أنس محمد أحمد الرشيد
- وزير التخطيط ووزير الدولة لشؤون التنمية الإدارية: معصومة صالح المبارك

### 23- حكومة 2006/1
- رئيس الوزراء: ناصر المحمد الأحمد الصباح
- نائب أول لرئيس مجلس الوزراء ووزيرالداخلية ووزير الدفاع: جابر المبارك الصباح
- نائب رئيس مجلس الوزراء ووزيرالخارجية: محمد صباح السالم الصباح
- نائب رئيس مجلس الوزراء ووزير الدولة لشؤون مجلس الوزراء ووزير الدولة لشؤون مجلس الأمة: محمد ضيف الله شرار
- وزير الصحة: أحمد عبد الله الأحمد الصباح
- وزير الطاقة: أحمد فهد الأحمد الصباح
- وزير المواصلات: إسماعيل خضر الشطي
- وزير الإعلام: أنس محمد أحمد الرشيد (استقالة) / محمد ناصر السنعوسي
- وزير المالية: بدر الحميضي
- وزير الأشغال العامة ووزير الدولة لشؤون الإسكان: بدر الحميدي
- وزير التربية ووزير التعليم العالي: عادل الطبطبائي
- وزير العدل ووزير الأوقاف والشؤون الإسلامية: عبد الله معتوق المعتوق
- وزير الدولة لشؤون البلدية: عبد الله سعود المحيلبي
- وزير الشؤون الاجتماعية والعمل: علي جراح صباح الصباح
- وزير التخطيط ووزير الدولة لشؤون التنمية الإدارية: معصومة صالح المبارك
- وزير التجارة والصناعة: يوسف سيد حسن الزلزلة

### 24- حكومة 2006/2
- رئيس الوزراء: ناصر المحمد الأحمد الصباح
- نائب أول لرئيس مجلس الوزراء ووزيرالداخلية ووزير الدفاع: جابر المبارك الصباح
- نائب رئيس مجلس الوزراء ووزيرالخارجية: محمد صباح السالم الصباح
- نائب رئيس مجلس الوزراء ووزير الدولة لشؤون مجلس الوزراء: إسماعيل خضر الشطي
- وزير الصحة: أحمد عبد الله الأحمد الصباح
- وزير المالية: بدر مشاري الحميضي
- وزير الأشغال العامة ووزير الدولة لشؤون الإسكان: بدر ناصر الحميدي
- وزير الشؤون الاجتماعية والعمل: صباح الخالد الحمد الصباح
- وزير التربية ووزير التعليم العالي: عادل الطبطبائي
- وزير العدل ووزير الأوقاف والشؤون الإسلامية: عبد الله معتوق المعتوق
- وزير الدولة لشؤون البلدية: عبد الله سعود المحيلبي
- وزير الدولة لشؤون مجلس الأمة: عبد الهادي الصالح
- وزير الطاقة: علي جراح صباح الصباح
- وزير التجارة والصناعة: فلاح فهد محمد الهاجري
- وزير الإعلام: محمد ناصر السنعوسي (استقالة) / بدر الحميدي (بالوكالة)
- وزير المواصلات: معصومة صالح المبارك

### 25- حكومة 2007
- رئيس الوزراء: ناصر المحمد الأحمد الصباح
- نائب أول لرئيس مجلس الوزراء ووزير الدفاع: جابر المبارك الصباح
- نائب رئيس مجلس الوزراء ووزيرالخارجية: محمد صباح السالم الصباح
- نائب رئيس مجلس الوزراء ووزير الدولة لشؤون مجلس الوزراء: فيصل محمد الحجي بوخضور
- وزير المالية: بدر الحميضي (استقالة) / مصطفى جاسم الشمالي
- وزير الداخلية: جابر الخالد الجابر الصباح
- وزير المواصلات ووزير الدولة لشؤون مجلس الأمة: شريدة عبد الله سعد المعوشرجي (استقالة) / * وزير المواصلات: عبد الله سعود المحيلبي / * وزير الدولة لشؤون مجلس الأمة: عبد الله عبد الرحمن الطويل
- وزير الشؤون الاجتماعية والعمل: صباح الخالد الحمد الصباح
- وزير الإعلام: عبد الله سعود المحيلبي
- وزير العدل ووزير الأوقاف والشؤون الإسلامية: عبد الله معتوق المعتوق (إعفاء) / * وزير العدل: جمال الشهاب / * وزير الأوقاف والشؤون الإسلامية: عبد الله سعود المحيلبي
- وزير الدولة لشؤون الإسكان: عبد الواحد محمود العوضي (استقالة) / عبد الله عبد الرحمن الطويل
- وزير النفط: علي جراح صباح الصباح (استقالة) / بدر مشاري الحميضي (استقالة) / محمد عبد الله هادي العليم
- وزير التجارة والصناعة: فلاح فهد محمد الهاجري (استقالة) / مصطفى جاسم الشمالي
- وزير الكهرباء والماء: محمد عبد الله هادي العليم
- وزير الصحة: معصومة صالح المبارك (استقالة) / عبد الله الطويل
- وزير الأشغال العامة ووزير الدولة لشؤون البلدية: موسي الصراف
- وزير التربية ووزير التعليم العالي: نورية صبيح براك الصبيح

### 26- حكومة 2008
- رئيس الوزراء: ناصر المحمد الأحمد الصباح
- نائب أول لرئيس مجلس الوزراء ووزير الدفاع: جابر المبارك الصباح
- نائب رئيس مجلس الوزراء ووزيرالخارجية: محمد صباح السالم الصباح
- نائب رئيس مجلس الوزراء ووزير الدولة لشؤون مجلس الوزراء: فيصل محمد الحجي بوخضور
- وزير التجارة والصناعة ووزير الدولة لشؤون مجلس الأمة: أحمد باقر
- وزير الشؤون الاجتماعية والعمل: بدر فهد الدويلة
- وزير الداخلية: جابر الخالد الجابر الصباح
- وزير العدل ووزير الأوقاف والشؤون الإسلامية: حسين ناصر الحريتي
- وزير الإعلام: صباح الخالد الحمد الصباح
- وزير المواصلات: عبد الرحمن خالد الغنيم
- وزير الصحة: علي البراك
- وزير الأشغال العامة ووزير الدولة لشؤون البلدية: فاضل صفر
- وزير الكهرباء والماء: محمد عبد الله هادي العليم
- وزير المالية: مصطفى جاسم الشمالي
- وزير الدولة لشؤون الإسكان ووزير الدولة لشؤون التنمية: موضي الحمود
- وزير التربية ووزير التعليم العالي: نورية صبيح براك الصبيح

### 27- حكومة 2009/1
- رئيس الوزراء: ناصر المحمد الأحمد الصباح
- نائب أول لرئيس مجلس الوزراء ووزير الدفاع: جابر المبارك الصباح
- نائب رئيس مجلس الوزراء ووزيرالخارجية: محمد صباح السالم الصباح
- نائب رئيس مجلس الوزراء ووزير الدولة لشؤون مجلس الوزراء: فيصل محمد الحجي بوخضور
- وزير النفط: أحمد عبد الله الأحمد الصباح
- وزير التجارة والصناعة ووزير الدولة لشؤون مجلس الأمة: أحمد باقر
- وزير الشؤون الاجتماعية والعمل: بدر الدويلة
- وزير الداخلية: جابر الخالد الجابر الصباح
- وزير العدل ووزير الأوقاف والشؤون الإسلامية: حسين ناصر الحريتي
- وزيرالصحة: روضان عبد العزيز الروضان
- وزير الإعلام: صباح الخالد الحمد الصباح
- وزير الأشغال العامة ووزير الدولة لشؤون البلدية: فاضل صفر
- وزير المالية: مصطفى جاسم الشمالي
- وزير الدولة لشؤون الإسكان ووزير الدولة لشؤون التنمية: موضي الحمود
- وزير الكهرباء والماء ووزير المواصلات: نبيل بن سلامة
- وزير التربية ووزير التعليم العالي: نورية صبيح براك الصبيح

### 28- حكومة 2009/2
- رئيس الوزراء: ناصر المحمد الأحمد الصباح
- نائب أول لرئيس مجلس الوزراء ووزير الدفاع: جابر المبارك الصباح
- نائب رئيس مجلس الوزراء ووزيرالخارجية: محمد صباح السالم الصباح
- نائب رئيس مجلس الوزراء للشؤون القانونية ووزير العدل ووزير الأوقاف والشؤون الإسلامية: راشد الحماد
- نائب رئيس مجلس الوزراء للشؤون الاقتصادية * وزير الدولة لشؤون التنمية ووزير الدولة لشؤون الإسكان: أحمد فهد الأحمد الصباح
- وزير التجارة والصناعة: أحمد الهارون
- وزير النفط ووزير الإعلام: أحمد عبد الله الأحمد الصباح
- وزير الكهرباء والماء: بدر شبيب الشريعان
- وزير الداخلية: جابر الخالد الجابر الصباح (استقالة) / أحمد الحمود الجابر الصباح
- وزير الدولة لشؤون مجلس الوزراء: روضان عبد العزيز الروضان
- وزير الأشغال العامة ووزير الدولة لشؤون البلدية: فاضل صفر
- وزير المواصلات ووزير الدولة لشؤون مجلس الأمة: محمد محسن البصيري
- وزير الشؤون الاجتماعية والعمل: محمد محسن العفاسي
- وزير المالية: مصطفى جاسم الشمالي
- وزير التربية ووزير التعليم العالي: موضي الحمود
- وزير الصحة: هلال الساير

## التشكيلات الوزارية من 2011 إلى 2020

### 29- حكومة 2011/1
- رئيس الوزراء: ناصر المحمد الأحمد الصباح
- نائب أول لرئيس مجلس الوزراء ووزير الدفاع: جابر المبارك الصباح
- نائب رئيس مجلس الوزراء ووزير الداخلية: أحمد الحمود الجابر الصباح
- نائب رئيس مجلس الوزراء ووزيرالخارجية: محمد صباح السالم الصباح (استقالة)
- نائب رئيس مجلس الوزراء ووزير الدولة لشؤون التنمية ووزير الدولة لشؤون الإسكان: أحمد فهد الأحمد الصباح(استقالة)
- نائب رئيس مجلس الوزراء ووزير العدل ووزير الشؤون الاجتماعية والعمل: محمد محسن العفاسي
- وزير الدولة لشؤون مجلس الوزراء ووزير الخارجية بالوكالة: علي فهد راشد الراشد
- وزير المالية: مصطفى جاسم الشمالي
- وزير الأشغال العامة ووزير الدولة لشؤون البلدية: فاضل صفر
- وزير النفط ووزير الدولة لشؤون مجلس الأمة: محمد محسن البصيري
- وزير الصحة: هلال الساير
- وزير التربية ووزير التعليم العالي: أحمد عبد المحسن المليفي
- وزير التجارة والصناعة: أماني خالد بورسلي
- وزير الدولة لشؤون التخطيط والتنمية: عبد الوهاب الهارون
- وزير الكهرباء والماء: سالم مثيب أحمد الأذينة
- وزير المواصلات: سامي عبد اللطيف النصف (استقالة) / سالم مثيب أحمد الأذينة
- وزير الأوقاف والشؤون الإسلامية: محمد عباس ربيع النومس
- وزير الإعلام: حمد جابر العلي الصباح

### 30- حكومة 2011/2
- رئيس الوزراء: جابر مبارك الحمد الصباح
- نائب رئيس مجلس الوزراء ووزير الداخلية ووزير الدفاع: أحمد الحمود الجابر الصباح
- نائب رئيس مجلس الوزراء ووزيرالخارجية ووزير الدولة لشؤون مجلس الوزراء: صباح خالد الحمد الصباح
- وزير المالية ووزير الصحة: مصطفى جاسم الشمالي
- وزير الأشغال العامة ووزير الدولة لشؤون البلدية: فاضل صفر
- وزير النفط ووزير الدولة لشؤون مجلس الأمة: محمد محسن البصيري
- وزير العدل ووزير التربية ووزير التعليم العالي: أحمد عبد المحسن المليفي
- وزير التجارة والصناعة ووزير الدولة لشؤون التخطيط والتنمية: أماني خالد بورسلي
- وزير الكهرباء والماء ووزير المواصلات: سالم مثيب أحمد الأذينة
- وزير الشؤون الاجتماعية والعمل ووزير الأوقاف والشؤون الإسلامية ووزير الدولة لشؤون الإسكان: محمد عباس النومس
- وزير الإعلام: حمد جابر العلي الصباح

### 31- حكومة فبراير 2012
- رئيس الوزراء: جابر مبارك الحمد الصباح
- نائب رئيس مجلس الوزراء ووزير الداخلية: أحمد الحمود الجابر الصباح
- نائب رئيس مجلس الوزراء ووزير الدفاع: أحمد خالد الحمد الصباح
- نائب رئيس مجلس الوزراء ووزيرالخارجية ووزير الدولة لشؤون مجلس الوزراء: صباح الخالد الحمد الصباح
- نائب رئيس مجلس الوزراء ووزير المالية: مصطفى جاسم الشمالي (استقالة) / نايف فلاح الحجرف
- وزير التجارة والصناعة: أنس خالد الصالح
- وزير الشؤون الاجتماعية والعمل: أحمد عبد اللطيف الرجيب
- وزير العدل ووزير الأوقاف والشؤون الإسلامية: جمال الشهاب
- وزير المواصلات: سالم مثيب أحمد الأذينة
- وزير الدولة لشؤون الإسكان ووزير الدولة لشؤون مجلس الأمة: شعيب شباب المويزري
- وزير الصحة: علي سعد العبيدي
- وزير الكهرباء والماء * وزير الدولة لشؤون البلدية: عبد العزيز الإبراهيم
- وزير الأشغال العامة ووزير الدولة لشؤون التخطيط والتنمية: فاضل صفر
- وزير الإعلام: محمد عبد الله المبارك الصباح
- وزير التربية ووزير التعليم العالي: نايف فلاح الحجرف
- وزير النفط: هاني عبد العزيز حسين

### 32- حكومة يوليو 2012
- رئيس الوزراء: جابر مبارك الحمد الصباح
- نائب أول لرئيس مجلس الوزراء ووزير الداخلية: أحمد الحمود الجابر الصباح
- نائب رئيس مجلس الوزراء ووزير الدفاع: أحمد خالد الحمد الصباح
- نائب رئيس مجلس الوزراء ووزيرالخارجية: صباح الخالد الحمد الصباح
- وزير التجارة والصناعة ووزير الدولة لشؤون الإسكان: أنس خالد الصالح
- وزير العدل والشؤون القانونية: جمال أحمد الشهاب
- وزير المواصلات ووزير للشؤون الاجتماعية والعمل بالوكالة: سالم مثيب أحمد الأذينة
- وزير دولة لشؤون التخطيط والتنمية ووزير دولة لشؤون مجلس الأمة: رولا عبد الله دشتي
- وزير الصحة: علي سعد العبيدي
- وزير الكهرباء والماء * وزير الدولة لشؤون البلدية: عبد العزيز الإبراهيم
- وزير الأشغال العامة: فاضل صفر
- وزير الإعلام ووزير دولة لشؤون مجلس الوزراء: محمد عبد الله المبارك الصباح
- وزير المالية ووزير التربية ووزير التعليم العالي بالوكالة: نايف فلاح الحجرف
- وزير النفط ووزير الأوقاف والشؤون الإسلامية بالوكالة: هاني عبد العزيز حسين

### 33- حكومة ديسمبر 2012
- رئيس الوزراء: جابر مبارك الحمد الصباح
- نائب أول لرئيس مجلس الوزراء ووزير الداخلية: أحمد الحمود الجابر الصباح
- نائب رئيس مجلس الوزراء ووزير الدفاع: أحمد خالد الحمد الصباح
- نائب رئيس مجلس الوزراء ووزيرالخارجية: صباح خالد الحمد الصباح
- نائب رئيس مجلس الوزراء ووزير المالية: مصطفى جاسم الشمالي
- وزير التجارة والصناعة: أنس خالد الصالح
- وزير للشؤون الاجتماعية والعمل: ذكرى عايد الرشيدي
- وزير دولة لشؤون التخطيط والتنمية ووزير دولة لشؤون مجلس الأمة: رولا عبد الله دشتي
- وزير المواصلات ووزير الدولة لشؤون الإسكان: سالم مثيب أحمد الأذينة
- وزير الإعلام ووزير دولة لشؤون الشباب: سلمان صباح السالم الحمود الصباح
- وزير العدل ووزير الأوقاف والشؤون الإسلامية: شريدة عبد الله المعوشرجي
- وزير الصحة: محمد براك الهيفي
- وزير دولة لشؤون مجلس الوزراء ووزير الدولة لشؤون البلدية: محمد عبد الله المبارك الصباح
- وزير التربية ووزير التعليم العالي: نايف فلاح الحجرف
- وزير النفط: هاني عبد العزيز حسين (استقالة) / مصطفى جاسم الشمالي

### 34- حكومة 2013
- رئيس الوزراء: جابر مبارك الحمد الصباح
- نائب أول لرئيس مجلس الوزراء ووزيرالخارجية: صباح خالد الحمد الصباح
- نائب رئيس مجلس الوزراء ووزير الداخلية: محمد الخالد الحمد الصباح
- نائب رئيس مجلس الوزراء ووزير الدفاع: خالد الجراح الصباح
- وزير النفط ووزير الدولة لشؤون مجلس الأمة: علي صالح العمير
- نائب رئيس مجلس الوزراء ووزير المالية: أنس خالد الصالح
- وزير الدولة لشؤون مجلس الوزراء: محمد عبد الله المبارك الصباح
- وزير الإعلام ووزير دولة لشؤون الشباب: سلمان صباح السالم الحمود الصباح
- وزير الصحة: علي سعد العبيدي
- وزير للشؤون الاجتماعية والعمل ووزير دولة لشؤون التخطيط والتنمية: هند صبيح براك الصبيح
- وزير الدولة لشؤون الإسكان: ياسر حسن أبل
- وزير التربية ووزير التعليم العالي: بدر العيسى
- وزير التجارة والصناعة: يوسف العلي
- وزير الكهرباء والماء: أحمد الجسار
- وزير المواصلات ووزير دولة لشؤون البلدية: عيسى أحمد الكندري
- وزير العدل ووزير الأوقاف والشؤون الإسلامية: نايف محمد العجمي (استقالة) / يعقوب عبد المحسن الصانع

### 35- حكومة 2016
- رئيس الوزراء: جابر مبارك الحمد الصباح
- نائب أول لرئيس مجلس الوزراء ووزيرالخارجية: صباح خالد الحمد الصباح
- نائب رئيس مجلس الوزراء ووزير الدفاع: محمد الخالد الحمد الصباح
- نائب رئيس مجلس الوزراء ووزير الداخلية: خالد الجراح الصباح
- نائب رئيس مجلس الوزراء ووزير المالية: أنس خالد الصالح
- وزير الدولة لشؤون مجلس الوزراء ووزير الإعلام بالوكالة: محمد عبد الله المبارك الصباح
- وزير للشؤون الاجتماعية والعمل ووزير الدولة للشؤون الاقتصادية: هند صبيح براك الصبيح
- وزير الدولة لشؤون الإسكان ووزير الدولة لشؤون الخدمات: ياسر أبل
- وزير الصحة: د.جمال الحربي
- وزير التجارة والصناعة ووزير الدولة لشؤون الشباب بالوكالة: خالد ناصر عبد الله الروضان
- وزير الأشغال العامة: عبد الرحمن المطوع
- وزير النفط ووزير الكهرباء والماء: عصام المرزوق
- وزير العدل ووزير الدولة لشؤون مجلس الأمة: فالح عبد الله علي العزب
- وزير التربية ووزير التعليم العالي: محمد الفارس
- وزير الأوقاف والشؤون الإسلامية ووزير الدولة لشؤون البلدية: محمد ناصر عبد الله الجبري

### 36- حكومة 2017
- رئيس الوزراء: جابر مبارك الحمد الصباح
- نائب أول لرئيس مجلس الوزراء ووزير الدفاع: ناصر صباح الأحمد الصباح (إعفاء) / صباح خالد الحمد الصباح
- نائب رئيس مجلس الوزراء ووزير الخارجية: صباح خالد الحمد الصباح
- نائب رئيس مجلس الوزراء ووزير الداخلية: خالد الجراح الصباح (إعفاء) / أنس خالد الصالح
- نائب رئيس مجلس الوزراء ووزير الدولة لشؤون مجلس الوزراء: أنس خالد الصالح
- وزير المالية: نايف فلاح الحجرف (استقالة) / مريم العقيل
- وزير للشؤون الاجتماعية والعمل ووزير الدولة للشؤون الاقتصادية: هند صبيح براك الصبيح (استقالة) / سعد الخراز (وزير الشؤون الاجتماعية والعمل) / مريم العقيل (وزير الدولة للشؤون الاقتصادية)
- وزير التجارة والصناعة ووزير الدولة لشؤون الخدمات: خالد ناصر عبد الله الروضان
- وزير الإعلام ووزير الدولة لشؤون الشباب: محمد ناصر عبد الله الجبري
- وزير الصحة: د.باسل حمود الحمد الصباح
- وزير النفط ووزير الكهرباء والماء: بخيت شبيب الرشيدي (استقالة) / د. خالد الفاضل
- وزير الدولة لشؤون الإسكان ووزير الأشغال العامة: د. جنان بوشهري
- وزير التربية ووزير التعليم العالي: د. حامد العازمي
- ووزير الدولة لشؤون البلدية: حسام عبد الله الرومي (استقالة) / فهد الشعلة
- وزير العدل ووزير الدولة لشؤون مجلس الأمة : المستشار د. فهد العفاسي
- ووزير الأوقاف والشؤون الإسلامية: فهد الشعلة

### 37- حكومة 2019
- رئيس الوزراء: صباح خالد الحمد الصباح[2]
- نائب أول لرئيس مجلس الوزراء ووزير الدفاع: أحمد منصور الأحمد الصباح
- نائبًا لرئيس مجلس الوزراء ووزيرًا للداخلية ووزير دولة لشؤون مجلس الوزراء: أنس الصالح
- وزيرًا للتجارة والصناعة: خالد الروضان
- وزيرًا للإعلام ووزير دولة لشؤون الشباب: محمد الجبري
- وزيرًا للصحة: د. باسل الصباح
- وزيرًا للعدل ووزيرًا للأوقاف والشؤون الإسلامية: د. فهد العفاسي
- وزيرًا للنفط ووزيرًا للكهرباء والماء بالوكالة: د. خالد الفاضل
- وزيرًا للشؤون الاجتماعية ووزير دولة للشؤون الاقتصادية: مريم العقيل
- وزيرًا للخارجية: د. أحمد ناصر المحمد الصباح
- وزيرًا للأشغال العامة ووزير دولة لشؤون الإسكان: د. رنا الفارس
- وزيرًا للتربية ووزيرًا للتعليم العالي: د. سعود الحربي
- وزير دولة لشؤون الخدمات ووزير دولة لشؤون مجلس الأمة: مبارك الحريص
- وزير دولة لشؤون البلدية: وليد خليفة الجاسم
- وزيرا للمالية: براك الشيتان

### 38- حكومة 2020
- رئيس الوزراء: صباح خالد الحمد الصباح[3]
- نائبًا لرئيس مجلس الوزراء ووزيرًا للدفاع: حمد جابر العلي الصباح
- نائبًا لرئيس مجلس الوزراء ووزير دولة لشؤون مجلس الوزراء: أنس الصالح
- وزيرًا للداخلية: ثامر العلي الصباح
- وزيرًا للنفط ووزيرًا للكهرباء والماء: د. محمد عبد اللطيف الفارس
- وزيرا للتجارة والصناعة ووزير دولة للشؤون الاقتصادية: فيصل المدلج
- وزيرًا للاعلام ووزير دولة لشؤون الشباب: عبد الرحمن بداح المطيري
- وزيرًا للصحة: د. باسل الصباح
- وزيرًا للشؤون الاجتماعية ووزيرًا للأوقاف والشؤون الإسلامية: عيسى الكندري
- وزيرًا للخارجية: د. أحمد ناصر المحمد الصباح
- وزيرًا للأشغال العامة ووزير دولة لشؤون البلدية: د. رنا الفارس
- وزير دولة لشؤون الإسكان ووزير دولة لشؤون الخدمات: د. عبد الله معرفي
- وزيرًا للتربية ووزيرًا للتعليم العالي: د. علي المضف
- وزير دولة لشؤون مجلس الأمة: مبارك الحريص
- وزيرًا للعدل: د. نواف الياسين
- وزيرًا للمالية: خليفة حمادة

## التشكيلات الوزارية من 2021 حتى الآن

### 39- حكومة مارس 2021
- رئيس الوزراء: صباح خالد الحمد الصباح[4]
- نائبًا لرئيس مجلس الوزراء ووزيرًا للدفاع: حمد جابر العلي الصباح
- نائبًا لرئيس مجلس الوزراء ووزيرًا للعدل ووزير دولة لشؤون تعزيز النزاهة: عبد الله الرومي
- وزيرًا للداخلية: ثامر العلي الصباح
- وزيرًا للنفط ووزيرًا للتعليم العالي: د. محمد عبد اللطيف الفارس
- وزيرًا للتجارة والصناعة: د. عبد الله السلمان
- وزيرًا للإعلام والثقافة ووزير دولة لشؤون الشباب: عبد الرحمن بداح المطيري
- وزيرًا للصحة: د. باسل الصباح
- وزيرًا للأوقاف والشؤون الإسلامية: عيسى الكندري
- وزيرًا للخارجية ووزير دولة لشؤون مجلس الوزراء: د. أحمد ناصر المحمد الصباح
- وزيرًا للأشغال ووزير دولة لشؤون الاتصالات وتكنولوجيا المعلومات: د. رنا الفارس
- وزيرًا للكهرباء والماء والطاقة المتجددة ووزيرًا للشؤون الاجتماعية والتنمية المجتمعية: د. مشعان العتيبي
- وزيرًا للتربية: د. علي المضف
- وزير دولة لشؤون مجلس الأمة: مبارك الحريص
- وزير دولة لشؤون البلدية ووزير دولة لشؤون الإسكان والتطوير العمراني: شايع الشايع
- وزيرًا للمالية ووزير دولة للشؤون الاقتصادية والاستثمار: خليفة حمادة

### 40- حكومة ديسمبر 2021
- رئيس الوزراء: صباح خالد الحمد الصباح[5]
- نائبًا لرئيس مجلس الوزراء ووزيرًا للدفاع: حمد جابر العلي الصباح (استقالة) / طلال الخالد الأحمد الصباح
- نائبًا لرئيس مجلس الوزراء ووزيرًا للعدل ووزير دولة لشؤون تعزيز النزاهة: جمال الجلاوي
- وزيرًا للداخلية: أحمد منصور الأحمد الصباح (استقالة) / أحمد النواف الأحمد الصباح
- وزيرًا للنفط ووزيرًا للكهرباء والماء والطاقة المتجددة : د. محمد عبد اللطيف الفارس
- وزيرًا للتجارة والصناعة: فهد الشريعان
- وزيرًا للإعلام والثقافة : د. حمد روح الدين
- وزيرًا للصحة: د. خالد السعيد
- وزيرًا للأوقاف والشؤون الإسلامية: عيسى الكندري
- وزيرًا للخارجية ووزير دولة لشؤون مجلس الوزراء: د. أحمد ناصر المحمد الصباح
- وزيرًا للأشغال : علي حسين الموسى
- وزيرًا للشؤون الاجتماعية والتنمية المجتمعية ووزير دولة لشؤون الإسكان والتطوير العمراني : مبارك العرو
- وزيرًا للتربية: د. علي المضف
- وزير دولة لشؤون مجلس الأمة ووزير دولة لشؤون الشباب : محمد عبيد الراجحي
- وزير دولة لشؤون البلدية ووزير دولة لشؤون الاتصالات وتكنولوجيا المعلومات: د. رنا الفارس
- وزيرًا للمالية ووزير دولة للشؤون الاقتصادية والاستثمار: عبد الوهاب الرشيد

### 41- حكومة أغسطس 2022
رئيس الوزراء: أحمد النواف الأحمد الصباح 2022
- نائبًا أول لرئيس مجلس الوزراء ووزيرًا للدفاع، ووزيرًا للداخلية بالوكالة: الشيخ طلال الخالد الأحمد الصباح
- نائبًا لرئيس مجلس الوزراء ووزيرًا للنفط ووزير دولة لشؤون مجلس الوزراء: د. محمد عبد اللطيف الفارس
- وزيرًا للخارجية: الشيخ د. أحمد ناصر المحمد الصباح
- ووزير دولة لشؤون الإسكان والتطوير العمراني ووزير دولة لشؤون مجلس الأمة: عيسى الكندري
- وزير دولة لشؤون البلدية ووزير دولة لشؤون الاتصالات وتكنولوجيا المعلومات: د. رنا الفارس
- وزيرًا للإعلام والثقافة ووزير دولة لشؤون الشباب: د. عبد الرحمن بداح المطيري
- وزيرًا للتربية ووزيرًا للتعليم العالي والبحث العلمي: د. علي المضف
- وزيرًا للعدل ووزير دولة لشؤون تعزيز النزاهة ووزيرًا للأوقاف والشؤون الإسلامية: جمال الجلاوي
- وزيرًا للصحة: د. خالد السعيد
- وزيرًا للمالية ووزير دولة للشؤون الاقتصادية والاستثمار: عبد الوهاب الرشيد
- وزيرًا للأشغال العامة ووزيرًا للكهرباء والماء والطاقة المتجددة: علي حسين الموسى
- وزيرًا للتجارة والصناعة ووزيرًا للشؤون الاجتماعية والتنمية المجتمعية: فهد الشريعان

### 42- حكومة أكتوبر 2022
رئيس الوزراء: أحمد النواف الأحمد الصباح
- نائبًا أول لرئيس مجلس الوزراء ووزيرًا للداخلية: الشيخ طلال خالد الأحمد الصباح
- نائبًا لرئيس مجلس الوزراء ووزير دولة لشؤون مجلس الوزراء: براك علي الشيتان
- نائبًا لرئيس مجلس الوزراء ووزيرًا للنفط: الدكتور بدر حامد الملا
- وزيرًا للخارجية: الشيخ سالم عبدالله الجابر الصباح
- وزيرًا للدفاع: الشيخ عبدالله علي العبدالله السالم الصباح
- وزيرًا للتجارة والصناعة ووزير دولة لشؤون الاتصالات وتكنولوجيا المعلومات: مازن الناهض
- وزير دولة لشؤون البلدية: عبدالعزيز المعجل
- وزيرًا للأشغال العامة ووزيرًا للكهرباء والماء والطاقة المتجددة: أماني بوقماز
- وزيرة للشؤون الاجتماعية والتنمية المجتمعية ووزير دولة لشؤون المرأة والطفولة: المستشار مي البغلي
- وزيرًا للإعلام والثقافة ووزير دولة لشؤون الشباب: عبدالرحمن بداح المطيري
- وزيرًا للتربية ووزيرًا للتعليم العالي والبحث العلمي: الدكتور حمد العدواني
- وزيرًا للعدل ووزيرًا للأوقاف والشؤون الإسلامية ووزير دولة لشؤون تعزيز النزاهة: عبدالعزيز الماجد
- وزيرًا للصحة: الدكتور أحمد عبدالوهاب العوضي
- وزيرًا للمالية ووزير دولة للشؤون الاقتصادية والاستثمار: عبد الوهاب الرشيد
- وزير دولة لشؤون مجلس الأمة ووزير دولة لشؤون الإسكان والتطوير العمراني: عمار العجمي

### 43- حكومة مايو 2023
رئيس الوزراء: أحمد النواف الأحمد الصباح
- النائب الأول لرئيس مجلس الوزراء وزير الداخلية وزير الدفاع بالوكالة: طلال الخالد الأحمد الصباح
- نائب رئيس مجلس الوزراء وزير الدولة لشؤون مجلس الوزراء : الدكتور خالد علي الفاضل
- وزير الدولة لشؤون البلدية وزير الدولة لشؤون الأتصالات :فهد علي الشعلة
- وزير الأعلام وزير الدولة لشؤون الشباب : عبدالرحمان بداح المطيري
- وزير الصحة : الدكتور أحمد عبدالوهاب العوضي
- وزيرة الأشغال العامة : الدكتورة أماني سليمان بوقماز
- وزير التربية وزير التعليم العالي : الدكتور حمد عبدالوهاب العدواني
- وزير الخارجية: الشيخ سالم عبدالله الجابر الصباح
- وزيرة الشؤون الأجتماعية وزير الدولة لشؤون المرأة والطفولة : مي جاسم البغلي
- وزير العدل وزير الأوقاف والشؤون الأسلامية:الدكتور عامر محمد علي
- وزير الكهرباء والماء والطاقة المتجددة وزير الدولة لشؤون الأسكان : مطلق نايف العتيبي
- وزير التجارة والصناعة: محمد عثمان العيبان
- وزير المالية وزير الدولة للشؤون الأقتصادية والأستثمار وزير النفط بالوكالة : مناف عبدالعزيز الهاجري
- تم قبول أستقالة الدكتور بدر الملا نائب رئيس مجلس الوزراء وزير النفط وزير الدولة لشؤون مجلس الوزراء وذالك نظراً لترشحه لإنتخابات مجلس الأمة 2023 وتم تكليف مناف الهاجري وزير المالية وزير الدولة للشؤون الأقتصادية والأستثمار وزيراً للنفط بالوكالة

### 44- حكومة يونيو 2023
رئيس الوزراء: أحمد النواف الأحمد الصباح
- النائب الأول لرئيس مجلس الوزراء وزير الداخلية : طلال الخالد الأحمد الصباح
- نائب رئيس مجلس الوزراء وزير الدفاع الشيخ أحمد فهد الأحمد الصباح
- نائب رئيس مجلس الوزراء وزير الدولة لشؤون مجلس الوزراء وزير الدولة لشؤون مجلس الأمة : عيسى أحمد الكندري
- نائب رئيس مجلس الوزراء وزير النفط وزير الدولة للشؤون الاقتصادية والاستثمار : الدكتور سعد حمد البراك
- وزير الدولة لشؤون البلدية وزير الدولة لشؤون الأتصالات :فهد علي الشعلة
- وزير الأعلام وزير الأوقاف والشؤون الإسلامية: عبدالرحمن بداح المطيري
- وزير الصحة : الدكتور أحمد عبدالوهاب العوضي
- وزيرة الأشغال العامة : الدكتورة أماني سليمان بوقماز
- وزير التربية وزير التعليم العالي : الدكتور حمد عبدالوهاب العدواني
- وزير الخارجية: الشيخ سالم عبدالله الجابر الصباح
- وزير الشؤون الأجتماعية وزير الدولة لشؤون المرأة والطفولة : الشيخ فراس سعود المالك الصباح
- وزير العدل وزير الدولة لشؤون الأسكان: فالح عبدالله الرقبة
- وزير الكهرباء والماء والطاقة المتجددة وزير الدولة لشؤون الأسكان : جاسم محمد الاستاد
- وزير التجارة والصناعة وزير الدولة لشؤون الشباب : محمد عثمان العيبان
- وزير المالية : مناف عبدالعزيز الهاجري

### 45 - حكومة أكتوبر 2022
رئيس الوزراء: أحمد النواف الأحمد الصباح

### التشكيل الأول
تشكلت حكومة الشيخ أحمد النواف الثانية أول مرة في يوم ال 5 أكتوبر 2022، وضمت في عضويتها ستة وزراء من التشكيل الحكومي السابق، مع استحداث حقيبة شؤون المرأة والطفولة، إلا إن أعضاء مجلس الوزراء تقدموا باستقالتهم في يوم الخميس 6 أكتوبر 2022 قبل أداء اليمين الدستورية. وذالك أعتراض أعضاء مجلس الأمة على التشكيل الوزاري وكان مرسوم تشكيل الحكومة قد صدر على النحو الآتي:
- نائبًا أول لرئيس مجلس الوزراء ووزيرًا للداخلية: الشيخ طلال خالد الأحمد الصباح
- نائبًا لرئيس مجلس الوزراء ووزير دولة لشؤون مجلس الوزراء: الدكتور محمد عبد اللطيف الفارس
- وزيرًا للخارجية: الشيخ الدكتور أحمد ناصر المحمد الصباح
- وزيرًا للدفاع: الشيخ عبدالله علي العبد الله السالم الصباح
- وزير دولة لشؤون البلدية ووزير دولة لشؤون الاتصالات وتكنولوجيا المعلومات: الدكتورة رنا الفارس
- وزيرة للشؤون الاجتماعية والتنمية المجتمعية ووزير دولة لشؤون المرأة والطفولة: المستشار هدى الشايجي
- وزيرًا للإعلام والثقافة ووزير دولة لشؤون الشباب: عبدالرحمن بداح المطيري
- وزيرًا للتربية ووزيرًا للتعليم العالي والبحث العلمي: الدكتور مثنى الرفاعي
- وزيرًا للعدل ووزير دولة لشؤون تعزيز النزاهة ووزيرًا للأوقاف والشؤون الإسلامية: الدكتور محمد بوزبر
- وزيرًا للنفط: حسين إسماعيل محمد إسماعيل
- وزيرًا للصحة: الدكتور أحمد عبد الوهاب العوضي
- وزيرًا للمالية ووزير دولة للشؤون الاقتصادية والاستثمار: عبد الوهاب الرشيد
- وزيرًا للتجارة والصناعة: مازن الناهض
- وزير دولة لشؤون مجلس الأمة ووزير دولة لشؤون الإسكان والتطوير العمراني: الدكتور خليفة الحميدة
- وزيرًا للأشغال العامة ووزيرًا للكهرباء والماء والطاقة المتجددة: عمار محمد العجمي (اعتذر عن القبول بالمنصب الوزاري[7])

### التشكيل الثاني
- نائبًا أول لرئيس مجلس الوزراء ووزيرًا للداخلية: الشيخ طلال خالد الأحمد الصباح
- نائبًا لرئيس مجلس الوزراء ووزير دولة لشؤون مجلس الوزراء: براك علي الشيتان
- نائبًا لرئيس مجلس الوزراء ووزيرًا للنفط: الدكتور بدر حامد الملا
- وزيرًا للخارجية: الشيخ سالم عبدالله الجابر الصباح
- وزيرًا للدفاع: الشيخ عبدالله علي العبدالله السالم الصباح
- وزيرًا للتجارة والصناعة ووزير دولة لشؤون الاتصالات وتكنولوجيا المعلومات: مازن الناهض
- وزير دولة لشؤون البلدية: عبدالعزيز المعجل
- وزيرًا للأشغال العامة ووزيرًا للكهرباء والماء والطاقة المتجددة: أماني بوقماز
- وزيرة للشؤون الاجتماعية والتنمية المجتمعية ووزير دولة لشؤون المرأة والطفولة: المستشار مي البغلي
- وزيرًا للإعلام والثقافة ووزير دولة لشؤون الشباب: عبدالرحمن بداح المطيري
- وزيرًا للتربية ووزيرًا للتعليم العالي والبحث العلمي: الدكتور حمد العدواني
- وزيرًا للعدل ووزيرًا للأوقاف والشؤون الإسلامية ووزير دولة لشؤون تعزيز النزاهة: عبدالعزيز الماجد
- وزيرًا للصحة: الدكتور أحمد عبدالوهاب العوضي
- وزيرًا للمالية ووزير دولة للشؤون الاقتصادية والاستثمار: عبد الوهاب الرشيد
- وزير دولة لشؤون مجلس الأمة ووزير دولة لشؤون الإسكان والتطوير العمراني: عمار العجمي

## 46 - حكومة يناير 2024
رئيس الوزراء: محمد صباح السالم الصباح
- نائب رئيس مجلس الوزراء وزير الدفاع وزير الداخلية بالوكالة : فهد يوسف سعود الصباح.
- نائب رئيس مجلس الوزراء وزير الدولة لشؤون مجلس الوزراء : شريدة عبدالله المعوشرجي.
- نائب رئيس مجلس الوزراء وزير النفط : عماد العتيقي.
- وزير الخارجية : عبد الله علي اليحيا.
- وزير الإعلام والثقافة : عبد الرحمن بداح المطيري.
- وزير الصحة : د.أحمد عبدالوهاب العوضي.
- وزير الشؤون الاجتماعية وشؤون الأسرة والطفولة : الشيخ فراس سعود المالك الصباح.
- وزير المالية وزير الدولة للشؤون الاقتصادية والاستثمار : د.أنور علي المضف.
- وزير الكهرباء والماء والطاقة المتجددة وزير الدولة لشؤون الإسكان : د.سالم فلاح الحجرف.
- وزير الدولة لشؤون مجلس الأمة وزير الدولة لشؤون الشباب وزير الدولة لشؤون الأتصالات : داوود سليمان معرفي.
- وزير التربية وزير التعليم العالي والبحث العلمي : د.عادل محمد العدواني.
- وزير التجارة والصناعة : عبد الله الجوعان.
- وزير العدل وزير الأوقاف والشؤون الإسلامية : المستشار فيصل سعيد الغريب.
- وزيرة الأشغال العامة وزيرة الدولة لشؤون البلدية : د.نورة محمد المشعان.
- في 28 يناير 2024 صدر مرسوماً بتعين شريدة عبدالله المعورشجي نائباً لرئيس مجلس الوزراء ووزيرًا للدولة لشؤون مجلس الوزراء.

## 47 - حكومة مايو 2024

### التشكيل الأول
رئيس الوزراء: أحمد عبد الله الأحمد الصباح
- نائب رئيس مجلس الوزراء وزير الدفاع وزير الداخلية بالوكالة : فهد يوسف سعود الصباح.
- نائب رئيس مجلس الوزراء وزير الدولة لشؤون مجلس الوزراء : شريدة عبدالله المعوشرجي.
- نائب رئيس مجلس الوزراء وزير النفط : عماد العتيقي.
- وزير الخارجية : عبد الله علي اليحيا.
- وزير الإعلام والثقافة : عبد الرحمن بداح المطيري.
- وزير الصحة : د.أحمد عبدالوهاب العوضي.
- وزير الشؤون الاجتماعية والعمل وشؤون الأسرة والطفولة ووزير الدولة لشؤون الشباب : الدكتورة أمثال هادي الحويلة.
- وزير المالية وزير الدولة للشؤون الاقتصادية والاستثمار : د.أنور علي المضف.
- وزير الكهرباء والماء والطاقة المتجددة وزير الدولة لشؤون الإسكان : محمود عبد العزيز بوشهري.
- وزير التربية وزير التعليم العالي والبحث العلمي : د.عادل محمد العدواني.
- وزير التجارة والصناعة : عمر سعود العمر.
- وزير العدل وزير الأوقاف والشؤون الإسلامية : المستشار فيصل سعيد الغريب.
- وزيرة الأشغال العامة وزيرة الدولة لشؤون البلدية : دنورة محمد المشعان.
- في 28 يناير 2024 صدر مرسوماً بتعين شريدة عبدالله المعورشجي نائباً لرئيس مجلس الوزراء ووزيرًا للدولة لشؤون مجلس الوزراء.

### التشكيل الثاني
رئيس الوزراء: أحمد عبد الله الأحمد الصباح
- نائب رئيس مجلس الوزراء وزير الدفاع وزير الداخلية بالوكالة : فهد يوسف سعود الصباح.
- نائب رئيس مجلس الوزراء وزير الدولة لشؤون مجلس الوزراء : شريدة عبدالله المعوشرجي.
- نائب رئيس مجلس الوزراء وزير النفط : عماد العتيقي.
- وزير الخارجية : عبد الله علي اليحيا.
- وزير الإعلام والثقافة : عبد الرحمن بداح المطيري.
- وزير الصحة : د.أحمد عبدالوهاب العوضي.
- وزير الشؤون الاجتماعية والعمل وشؤون الأسرة والطفولة ووزير الدولة لشؤون الشباب : د.أمثال الحويلة.
- وزير المالية وزير الدولة للشؤون الاقتصادية والاستثمار : نورة سليمان الفصام.
- وزير الكهرباء والماء والطاقة المتجددة وزير الدولة لشؤون الإسكان : محمود عبد العزيز بوشهري.
- وزير التربية وزير التعليم العالي والبحث العلمي : د.نادر عبدالله الجلال.
- وزير التجارة والصناعة : خليفة العجيل.
- وزير العدل وزير الأوقاف والشؤون الإسلامية : د.محمد إبراهيم الوسمي.
- وزيرة الأشغال العامة وزيرة الدولة لشؤون البلدية : د.نورة محمد المشعان.
- وزير الدولة لشؤون الإسكان :عبد اللطيف المشاري.
- في 25 أغسطس 2024 صدر مرسوماً بتعديل وزاري شمل تعيين عبدالرحمن المطيري وزيراً للدولة لشؤون الشباب بالإضافة لمنصبه وزيراً للإعلام والثقافة والدكتورة نورة المشعان وزيرة للأشغال العامة وعمر العمر وزيراً للدولة لشؤون الإتصالات الدكتورة أمثال هادي الحويلة وزيرة للشؤون الاجتماعية وشؤون الأسرة والطفولة وخليفة العجيل وزيراً للتجارة والصناعة عبد اللطيف المشاري وزيراً للدولة لشؤون البلدية ووزيراً الدولة لشؤون الإسكان والدكتور نادر الجلال وزيراً التعليم العالي والبحث العلمي وزيراً التربية بالوكالة ونورة الفصام وزيراً للمالية وزير الدولة لشؤون الاقتصادية والاستثمار [9]

### التشكيل الثالث
رئيس الوزراء: أحمد عبد الله الأحمد الصباح
- نائب رئيس مجلس الوزراء وزير الدفاع وزير الداخلية بالوكالة : فهد يوسف سعود الصباح.
- نائب رئيس مجلس الوزراء وزير الدولة لشؤون مجلس الوزراء : شريدة عبدالله المعوشرجي.
- نائب رئيس مجلس الوزراء وزير النفط : عماد العتيقي.
- وزير الخارجية : عبد الله علي اليحيا.
- وزير الإعلام والثقافة ووزير الدولة لشؤون الشباب : عبد الرحمن بداح المطيري.
- وزير الصحة : د.أحمد عبدالوهاب العوضي.
- وزير الشؤون الاجتماعية والعمل وشؤون الأسرة والطفولة : د.أمثال الحويلة.
- وزير المالية وزير الدولة للشؤون الاقتصادية والاستثمار ووزير النفط بالوكالة : نورة سليمان الفصام.
- وزير الكهرباء والماء والطاقة المتجددة : محمود عبد العزيز بوشهري.
- وزير التربية وزير التعليم العالي والبحث العلمي : د.نادر عبدالله الجلال.
- وزير التجارة والصناعة : خليفة العجيل.
- وزير العدل ووزير الأوقاف والشؤون الإسلامية : د.محمد إبراهيم الوسمي.
- وزيرة الأشغال العامة : د.نورة محمد المشعان.
- وزير الدولة لشؤون الإسكان :عبد اللطيف المشاري.
- وزير الدولة لشؤون الإتصالات : عمر سعود العمر
- في 8 سبتمبر 2024 أصدر أمير الكويت الشيخ مشعل الأحمد الجابر الصباح مرسوماً بقبول استقالة نائب رئيس مجلس الوزراء وزير النفط الدكتور عماد العتيقي ومرسوماً بتعيين نورة الفصام وزيرة المالية وزيرة الدولة لشؤون الاقتصادية والاستثمار وزيرةً للنفط بالوكالة.[10]

### التشكيل الرابع
رئيس الوزراء: أحمد عبد الله الأحمد الصباح
- نائب رئيس مجلس الوزراء وزير الدفاع وزير الداخلية بالوكالة : فهد يوسف سعود الصباح.
- نائب رئيس مجلس الوزراء وزير الدولة لشؤون مجلس الوزراء : شريدة عبدالله المعوشرجي.
- وزير النفط : طارق سليمان الرومي
- وزير الخارجية : عبد الله علي اليحيا.
- وزير الإعلام والثقافة ووزير الدولة لشؤون الشباب : عبد الرحمن بداح المطيري.
- وزير الصحة : د.أحمد عبدالوهاب العوضي.
- وزير الشؤون الاجتماعية والعمل وشؤون الأسرة والطفولة : د.أمثال الحويلة.
- وزير المالية وزير الدولة للشؤون الاقتصادية والاستثمار : نورة سليمان الفصام.
- وزير الكهرباء والماء والطاقة المتجددة : محمود عبد العزيز بوشهري.
- وزير التعليم العالي والبحث العلمي : د.نادر عبدالله الجلال.
- وزير التربية :جلال عبدالمحسن الطبطبائي.
- وزير التجارة والصناعة : خليفة العجيل.
- وزير العدل ووزير الأوقاف والشؤون الإسلامية : د.محمد إبراهيم الوسمي.
- وزيرة الأشغال العامة : د.نورة محمد المشعان.
- وزير الدولة لشؤون الإسكان :عبد اللطيف المشاري.
- وزير الدولة لشؤون الإتصالات : عمر سعود العمر
- في 29 أكتوبر 2024 أصدر أمير الكويت الشيخ مشعل الأحمد الجابر الصباح مرسوماً بتعين جلال عبدالمحسن الطبطبائي وزيراً للتربية وطارق سليمان الرومي وزيراً للنفط.[11]

### التشكيل الخامس
رئيس الوزراء: أحمد عبد الله الأحمد الصباح
- نائب رئيس مجلس الوزراء وزير الدفاع وزير الداخلية بالوكالة : فهد يوسف سعود الصباح.
- نائب رئيس مجلس الوزراء وزير الدولة لشؤون مجلس الوزراء : شريدة عبدالله المعوشرجي.
- وزير الإعلام والثقافة ووزير الدولة لشؤون الشباب : عبد الرحمن بداح المطيري.
- وزير الشؤون الاجتماعية والعمل وشؤون الأسرة والطفولة : د.أمثال الحويلة.
- وزير الأوقاف والشؤون الإسلامية : د.محمد إبراهيم الوسمي.
- وزير المالية وزير الدولة للشؤون الاقتصادية والاستثمار : نورة سليمان الفصام.
- وزير النفط : طارق سليمان الرومي
- وزير الصحة : د.أحمد عبدالوهاب العوضي.
- وزير الخارجية : عبد الله علي اليحيا.
- وزير الكهرباء والماء والطاقة المتجددة : محمود عبد العزيز بوشهري.
- وزير التعليم العالي والبحث العلمي : د.نادر عبدالله الجلال.
- وزير التربية : جلال عبدالمحسن الطبطبائي.
- وزير التجارة والصناعة : خليفة العجيل.
- وزير العدل : ناصر يوسف السميط.
- وزيرة الأشغال العامة : د.نورة محمد المشعان.
- وزير الدولة لشؤون الإسكان :عبد اللطيف المشاري.
- وزير الدولة لشؤون الإتصالات : عمر سعود العمر
- في 11 نوفمبر 2024 أصدر الشيخ مشعل الأحمد الصباح أمير الكويت مرسوماً بتعديل تعين الدكتور محمد إبراهيم الوسمي ليكون وزيراً للأوقاف والشؤون الإسلامية وتعيين ناصر يوسف السميط وزير العدل.[12]

### التشكيل السادس
رئيس الوزراء: أحمد عبد الله الأحمد الصباح
- النائب الأول لرئيس مجلس الوزراء وزير الداخلية : فهد يوسف سعود الصباح.
- وزير الدفاع : الشيخ عبدالله علي العبدالله الصباح.
- نائب رئيس مجلس الوزراء وزير الدولة لشؤون مجلس الوزراء : شريدة عبدالله المعوشرجي.
- وزير الإعلام والثقافة ووزير الدولة لشؤون الشباب : عبد الرحمن بداح المطيري.
- وزير الشؤون الاجتماعية والعمل وشؤون الأسرة والطفولة : د.أمثال الحويلة.
- وزير الأوقاف والشؤون الإسلامية : د.محمد إبراهيم الوسمي.
- وزير المالية وزير الدولة للشؤون الاقتصادية والاستثمار : نورة سليمان الفصام.
- وزير النفط : طارق سليمان الرومي
- وزير الصحة : د.أحمد عبدالوهاب العوضي.
- وزير الخارجية : عبد الله علي اليحيا.
- وزير الكهرباء والماء والطاقة المتجددة : محمود عبد العزيز بوشهري.
- وزير التعليم العالي والبحث العلمي : د.نادر عبدالله الجلال.
- وزير التربية : جلال عبدالمحسن الطبطبائي.
- وزير التجارة والصناعة : خليفة العجيل.
- وزير العدل : ناصر يوسف السميط.
- وزيرة الأشغال العامة : د.نورة محمد المشعان.
- وزير الدولة لشؤون الإسكان :عبد اللطيف المشاري.
- وزير الدولة لشؤون الإتصالات : عمر سعود العمر
- في 4 فبراير 2025 أصدر الشيخ مشعل الأحمد الصباح أمير الكويت مرسوماً بتعديل تعيين الشيخ فهد يوسف سعود الصباح ليكون النائب الأول لرئيس مجلس الوزراء ووزير الداخلية وتعيين الشيخ عبدالله علي العبدالله الصباح وزير الدفاع.[13]